# Сунагава (станция)
Станция Сунагава (яп. 砂川駅 сунагава эки) — железнодорожная станция в японском городе Сунагава, обслуживаемая компанией JR Hokkaido.

## История
Станция Сунагава была открыта 5 июля 1891 года. С приватизацией JNR она перешла под контроль JR Hokkaido.

## Линии
- JR Hokkaido
  - Главная линия Хакодате